# Naphtali Lewis
Naphtali Lewis est un papyrologue américain né le 14 décembre 1911 à New York et mort le 11 septembre 2005. Il est spécialiste de l’Égypte sous la domination romaine.

## Biographie
Après des études de français et de lettres classiques dans un collège communautaire et l’obtention d’un baccalauréat (Artium Baccalaureus, magna cum laude) en 1930, Lewis prépare une maîtrise à l’université Columbia. L’insuffisance de l’enseignement de la papyrologie aux États-Unis le pousse à aller en France, où il obtient un diplôme à l’université de Strasbourg en 1933, puis un doctorat à Paris en 1934. Il y suit en particulier les cours de Paul Collart (papyrologie) et de Gustave Glotz (histoire).
Lewis devient membre de  l’American Academy in Rome, et de l’Institut français d'archéologie orientale, où il étudie notamment les papyrus Fouad. Il enseigne par la suite à l’université de New York.
Pendant la Seconde Guerre mondiale, il travaille en tant que traducteur pour le ministère de la guerre, et comme directeur de la recherche sur la guerre à l’Université Columbia.

## Œuvres (sélection)
- L'Industrie du papyrus dans l'Égypte gréco-romaine, Paris, Librairie L. Rodstein, 1934, 186 p..
- (en) Greek papyri in the collection of New York University, vol. I, Éditions Brill, 1967 (lire en ligne).
- (en) Life in Egypt under Roman Rule, Oxford, Clarendon Press, 1983. Traduction française : La mémoire des sables. La vie en Égypte sous la domination romaine, Armand Colin, 1988, 222 p.
- (en) The interpretation of dreams & portents in antiquity, Bolchazy Carducci, 1996, 167 p. (ISBN 0-86516-256-5, lire en ligne).